# Miha Mazzini

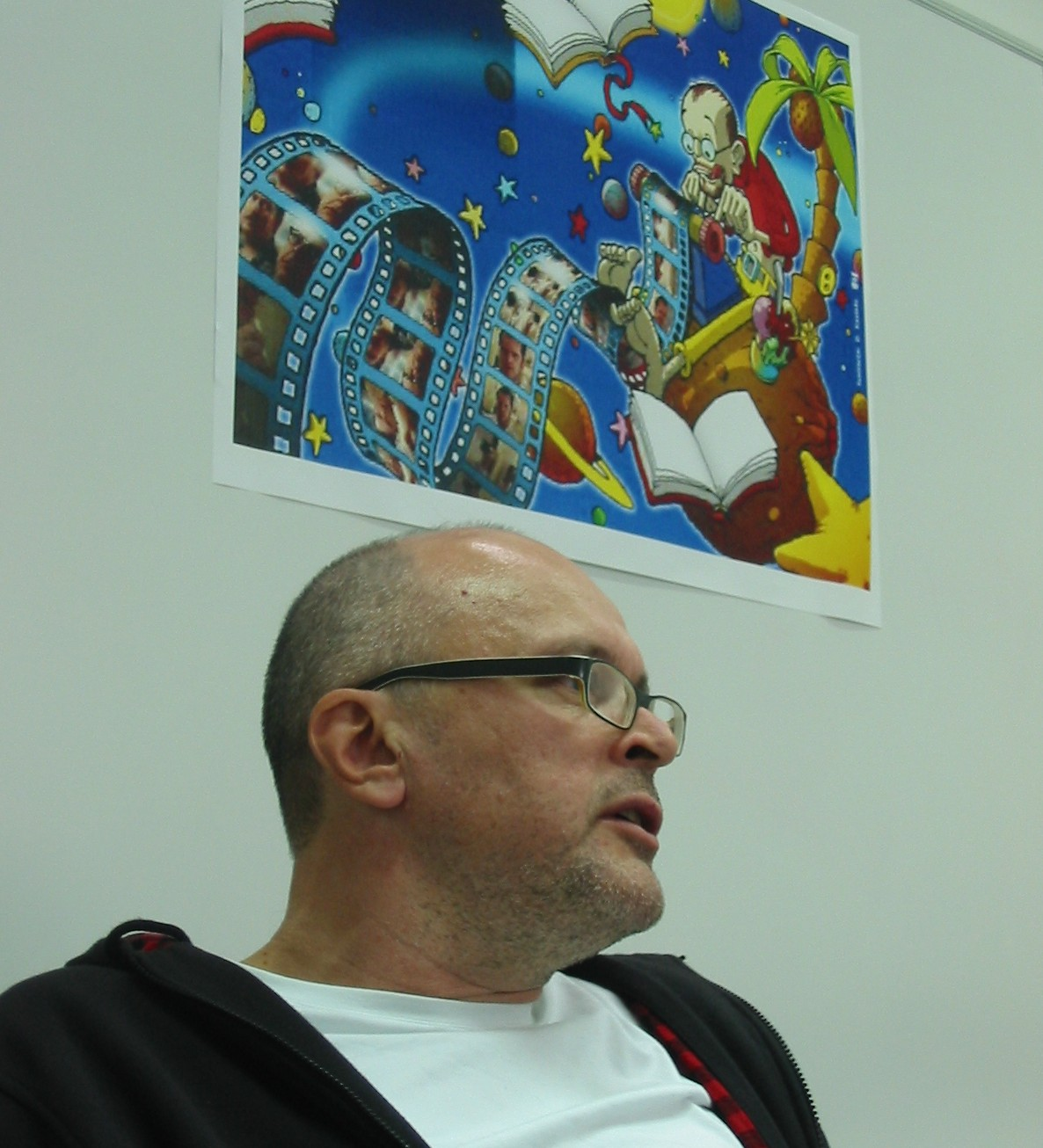
Miha Mazzini (2005)

Miha Mazzini (* 3. Juni 1961 in Kranj, SFRJ) ist ein slowenischer Schriftsteller, Drehbuchautor und Regisseur.

## Leben und Werk
Mazzini wuchs in Jesenice auf und studierte in Kranj auf der Hochschule für Arbeitsorganisation. Er schloss ein postgraduales Studium der Szenografie auf der Universität Sheffield ab. Später promovierte er in Anthropologie am Institutum Studiorum Humanitatis in Ljubljana. Mazzini arbeitet für Telekom Slovenije als Experte für User Experience und ist Mitglied der Europäischen Filmakademie.
Mit 24 Jahren schrieb er seinen ersten Roman Drobtinice (Krümel), dessen Handlung in seinem Heimatort Jesenice spielt. Hauptperson des Buches ist der Schriftsteller Egon, eine bukowskisch anmutende Figur, die sich durchs Leben schlägt und sich durch Manipulation ihres Umfelds stets ihren eigenen Vorteil zu sichern sucht. 1987 erschien das Buch in einer bemerkenswert hohen Auflage von 54.000 Stück, die sich restlos verkaufte, und erhielt den Preis für den besten Roman des Jahres von der Prešeren-Gesellschaft (Prešernova družba). Der Roman dient als Grundlage für den Film Operacija Cartier, der 1992 den CIRCOM-Preis für den besten europäischen Film erhielt. Neben Prosa schreibt Mazzini Sachbücher zu IT-Themen, Drehbücher für Filme, Kinderbücher, Dramen, Kolumnen und arbeitet als Regisseur. Seine Werke wurden in zahlreiche Sprachen übersetzt, darunter ins Englische, Deutsche, Französische, Italienische, Tschechische, Polnische, Serbische, Mazedonische sowie Türkische; etliche seiner Bücher erschienen in englischer Übersetzung bei amerikanischen Verlagen. Viele seiner Geschichten wurden auch verfilmt. Bis heute wurden ihm knapp dreißig Auszeichnungen für seine literarisches und filmisches Werk verliehen, darunter 2016 der Kresnik-Preis der Tageszeitung Delo für den besten slowenischen Roman des Jahres für seinen Roman Otroštvo (Kindheit), der das in Drobtinice (1987) und Kralj ropotajočih duhov (2001, König der Poltergeister) begonnene groteske Spiel mit autobiographischen Versatzstücken fortsetzt. Zuletzt gewann er 2020 die Ausschreibung der Zeitschrift Sodobnost für den besten Essay. Mit Osebno (Persönlich) publizierte er 2022 seine Autobiographie.
Seine filmischen Arbeiten reichen von YuMex. Jugoslovanska Mehika (2013, dt. YuMex. Jugoslawisches Mexiko), einer Dokumentation über eine populäre Musikrichtung in Jugoslawien, die sich vieler Elemente traditioneller mexikanischer Musik bedient, A Very Simple Story, einem internationalen Videoprojekt im Internet, bis hin zu Izbrisana, 2018, (dt. Gelöscht) basierend auf seinem gleichnamigen Roman. Dt. Übersetzung: Du existierst nicht, 2021, einem Film über die Menschen aus den Teilrepubliken Jugoslawiens, die nach der Unabhängigkeit Sloweniens aus dem Bevölkerungsregister gelöscht wurden, wenn nicht um die slowenische Staatsbürgerschaft angesucht wurde. Der letztgenannte war auch der erste Langfilm, für den er auch selbst Regie führte. Mazzini führt einen eigenen Blog, in dem er sich mit verschiedenen gesellschaftspolitischen und kulturellen Themen auseinandersetzt.

## Werke
- Drobtinice (Ljubljana, 1987)
- Zgodbe 1990 (Jesenice, 1991)
- Satanova krona (Klagenfurt, Salzburg, 1993)
- Zbiralec imen (Ljubljana, 1993)
- Čas je velika smetanova torta (Ljubljana, 1999)
- Telesni čuvaj : verzija 1.72 (Ljubljana, 2000)
- Kralj ropotajočih duhov (Ljubljana, 2001)
- Drevo glasov (Ljubljana, 2005)
- Trenutki spoznanja (Ljubljana, 2007)
- Nemška loterija (Ljubljana, 2010)
  - dt. Übersetzung: Deutsche Lotterie. Ljubljana, 2011: übersetzt von Ann Catrin Apstein-Müller und Urška Zupanec; Berlin, 2016: übersetzt von Ann Catrin Apstein-Müller.
- Duhovi (Novo mesto, 2010)
- Polni koledarji, prazni dnevi (Novo mesto, 2012)
- Paloma negra (Ljubljana, 2013)
- Izbrisana (Novo mesto, 2014)
  - dt. Übersetzung: Du existierst nicht. Bad Herrenalb, 2021. Übersetzt von Ann-Catrin Bolton.
- Otroštvo (Novo mesto, 2015)
- Zvezde vabijo (Ljubljana, 2016)
- Zemljevidi tujih življenj (Novo mesto, 2016)
- Zelena pošast (Ljubljana, 2017)
- Pohlep (Novo mesto, 2018)
- Funny (Novo mesto, 2019)
- Sprava. Domačijski roman s poanto (Ljubljana, 2020)
- Kraj, kjer se izpolnijo vse vaše želje (Novo mesto, 2021)
- Osebno (Novo mesto, 2022)
- Čudežne besede (Medvode, 2023)

## Filmografie
- 2018: Izbrisana (dt. Gelöscht)